# 할리우드 사인

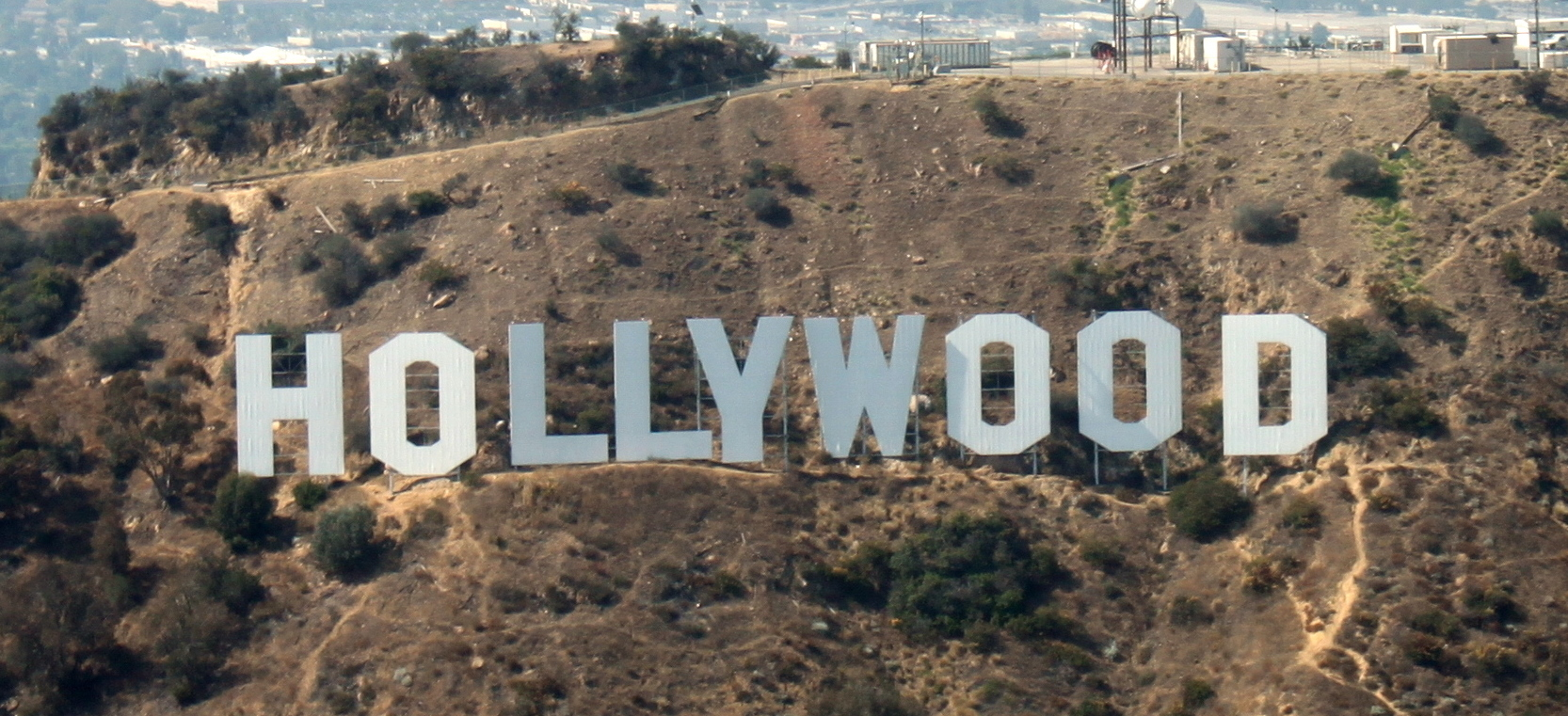
할리우드 사인

할리우드 사인(Hollywood Sign)은 미국 캘리포니아주 로스앤젤레스의 산타모니카 산맥의 리 산 일각에 있는 할리우드힐스 지역에 설치된 유명한 랜드마크이다. 이 사인은 1923년 야외 광고로 설치되었다.

## 개요
- 할리우즈 지구를 상징하는 사인 'HOLLYWOOD'는 세계적으로 유명하다. 맑은 날에는 40~50km 멀리에서도 보인다.
- 이 사인은 1923년에 'HOLLYWOODLAND'라고 하는 부동산회사의 광고로 한 글자가 높이 14m, 폭 9m나 되는 'HOLLYWOODLAND'라는 사인으로, 4000개의 전구가 붙어져 당시의 금액으로 21000달러를 들여 제작을 한 것이었다.
- 광고의 보수, 관리가 1939년에 중지되어, 'LAND'의 부분이 파손, 미관상 좋지않자 1949년, 지역의 상공회의소가 일반에게 기부를 받아 4000달러를 들여 파손된 부분을 철거했다. 그 후 1973년 28000달러를 들여 전면개조를 계획하였다.
- 1978년 할리우드 사인 기금(Hollywood Sign Trust)이 설립되었고, 같은 해 현재의 모습의 'HOLLYWOOD'사인이 세워졌다.

## 사건
- 처음엔 HOLLYWOODLAND였지만, 1932년 9월 18일 24살의 무명 배우 페그 엔트위슬이 영화 Thirteen Women에서 자신이 편집되어 나오지 않자 이에 실망해 'HOLLYWOODLAND'의 'H'자에 기대두었던 사다리를 타고 올라가 떨어져 자살하였다. 그 뒤로 헐리우드 간판에서 유령이 보인다는 소문이 돌기도 했으며 그 후 'HOLLYWOODLAND'가 미국에서 저주의 숫자로 인식되는 13개의 글자로 이루어진 것이 불길하다고 하여 뒤의 'LAND' 4자를 없애고 지금의 9자로 만들었다고 한다.